# Marilyn Chambers
Marilyn Chambers, egentlig Marilyn Ann Briggs (født 22. april 1952 i Connecticut, USA, død 12. april 2009) var en amerikansk skuespiller, der opnåede legendarisk status som pornostjerne.
Hun debuterede som pornomodel med filmen Behind the Green Door (1972), der gjorde hende kendt i USA.
Blandt hendes bedst kendte pornofilm er også Insatiable (1980), hvor hun bl.a. havde en markant sexscene med John Holmes. Filmen fik flere fortsættelser med hende selv i hovedrollen.
Marilyn Chambers havde også roller i mainstreamfilm, såsom Barbra Streisand-komedien The Owl and the Pussycat (1970), og især huskes hun for hovedrollen i David Cronenbergs Rabid (1977).
47 år gammel gjorde hun comeback som hardcore-pornostjerne i filmen Still Insatiable (1999), instrueret af Jane Hamilton.

## Kronikker
- New York Times, 14.4.2009: Marilyn Chambers, Sex Star, Dies at 56
- L.A. Times, 14.4.2009: Marilyn Chambers dies at 56; '70s porn star and Ivory Snow model
- Politiken 14.4.2009: Pornolegende fundet død i L.A.
- Ekstra Bladet 13.4.2009: Porno-ikon fundet død i Los Angeles
- Skræk og rædsel – en blog om horror, 14.4.2009: Marilyn Chambers er død